# Лајош Веркнер
Лајош Веркнер (мађ. Werkner Lajos) је био мађарски мачевалац, олимпијски шампион у дисциплини сабља.

## Биографија
Веркнер, пореклом јевреј, је рођен у Будимпешти, у Мађарској. Веркнер се школовао као машински инжењер.
Као мачевалац Вернкер је тренирао у будимпештанским клубовима МАФК и Немзети Виво (НВК). Веркнер је постао мађарски репрезентативац и учествовао је на две олимпијаде где је освојио тимске златне медаље 1908. у Лондону са 24 године, а на Олимпијским играма 1912. у Стокхолму са 28 година, заузевши појединачно шесто-седмо место. У домаћим такмићењима освојио је првенство Мађарске у сабљи 1912, 1913 и 1914. године.
Након повлачења са такмичења 1914. године, Веркнер је остао активан као спортски функционер. Веркнер је погинуо у 60. години у аутомобилској несрећи у Будимпешти.